# Liten tårfränskivling
Liten tårfränskivling (Hebeloma leucosarx) är en svampart som beskrevs av P.D. Orton 1960. Hebeloma leucosarx ingår i släktet fränskivlingar och familjen Strophariaceae.   Inga underarter finns listade i Catalogue of Life.
I den svenska databasen Dyntaxa används istället namnet Hebeloma velutipes för samma taxon.  Arten är reproducerande i Sverige.